# ナンシー・マーシャン
ナンシー・マーシャン（Nancy Marchand,  1928年6月19日 - 2000年6月18日）は、アメリカ合衆国の女優である。

## 来歴
1928年、ニューヨーク州のバッファローに医師の父親とピアニストの母親の間に生まれる。1951年に『じゃじゃ馬ならし』の演目でブロードウェイデビュー。その後、舞台女優として様々な作品へ出演し、オビー賞やドラマ・デスク・アワードなどの賞へもノミネートされた。次第に活躍の場をテレビや映画へ移し、1957年の『独身者のパーティ』で映画デビュー。1977年のテレビドラマシリーズ『事件記者ルー・グラント』へのレギュラー出演でその名も広く認知され、女優としての確固たる地位を築いた。その後も精力的に活動を続け、1988年に製作されたレスリー・ニールセン主演のコメディ映画『裸の銃を持つ男』では、ロサンゼルス市長をコミカルに演じた。
1999年には、HBO製作のテレビドラマシリーズ『ザ・ソプラノズ 哀愁のマフィア』へ出演し、ジェームズ・ガンドルフィーニ演じる主人公トニー・ソプラノの母親リヴィア・ソプラノを好演。同作への貢献が称えられ2000年のゴールデン・グローブ賞のテレビシリーズ部門の助演女優賞を獲得した。

### 死去
2000年6月18日、自身の誕生日を翌日に控えた日に肺癌と慢性閉塞性肺疾患の合併症によりコネチカット州のストラトフォードで死去。71歳だった。

## 出演作品

### 映画
- 独身者のパーティ The Bachelor Party (1957)
- The Bells of St. Mary's (1959) ※テレビ映画
- Ladybug Ladybug (1963)
- ナタリーの朝 Me, Natalie (1969)
- 愛しのジュニー・ムーン Tell Me That You Love Me, Junie Moon (1970)
- ホスピタル The Hospital (1971)
- Look Homeward, Angel (1972) ※テレビ映画
- A Touch of the Poet (1974) ※テレビ映画
- After the Fall (1974) ※テレビ映画
- Valley Forge (1975)
- ウィラ Willa (1979)
- The Golden Moment: An Olympic Love Story (1980) ※テレビ映画
- Grandpa, Will You Run with Me? (1983) ※テレビ映画
- ボストニアン The Bostonians (1984)
- From the Hip (1987)
- 裸の銃を持つ男 The Naked Gun: From the Files of Police Squad! (1988)
- 心の旅 Regarding Henry (1991) ※ノークレジット
- 大錯乱 Brain Donors (1992)
- ジェファソン・イン・パリ/若き大統領の恋 Jefferson in Paris (1995)
- レックレス／逃げきれぬ女 Reckless (1995)
- サブリナ Sabrina (1995)
- Dear God (1996)

### テレビドラマ
- スタジオ・ワン Studio One (1950, 1952, 1957)
- クラフト・テレビジョン・シアター Kraft Television Theatre (1954)
- シャーリー・テンプルのお話本 Shirley Temple's Storybook (1958)
- プレイハウス90 Playhouse 90 (1958, 1959)
- R.C.M.P. (1959)
- The Law and Mr. Jones (1960)
- 裸の町 Naked City (1962)
- N.Y.P.D. (1968)
- The Adams Chronicles (1976)
- 事件記者ルー・グラント Lou Grant (1977 - 1982)
- チアーズ Cheers (1984)
- 私立探偵スペンサー Spenser: For Hire (1986)
- 南北戦争物語 愛と自由への大地 North and South, Book II (1986)
- ロー&オーダー Law & Order (1992)
- Crossroads (1993)
- ホミサイド/殺人捜査課 Homicide: Life on the Street (1994)
- ザ・ソプラノズ 哀愁のマフィア The Sopranos (1999 - 2000)